# سوکیاخ
سوکیاخ (به لاتین: Sukiyakh) یک منطقهٔ مسکونی در روسیه است که در شهرستان کولینسکی واقع شده‌است.